# Paul Baudoin
Paul Baudouin, född 19 december 1894, död 10 februari 1964, var en fransk politiker.
Baudouin var ursprungligen bankman, vann politisk uppmärksamhet som rådgivare till Paul Reynaud i ekonomiska frågor. Han blev utrikesminister i Philippe Pétains regering 16 juni 1940. Då Pierre Laval i oktober 1940 övertog utrikesministeriet blev Baudouin statssekreterare i konseljpresidiet och minister för ungdomens utbildning, samt för propagandan. 3 januari 1941 lämnade han denna post i samband med en omfattande inrikespolitisk kris och återvände till sin bankverksamhet. Baudouin var visserligen motståndare till mera vittgående eftergifter för Tyskland och en ganska ljum anhängare av det tysk-franska samarbetet, men ställdes efter befrielsen inför rätta och dömdes 1947 till 5 års straffarbete, förlust av medborgerligt förtroende och förmögenhetskonfiskation.